# Denhamia viridissima
Denhamia viridissima är en benvedsväxtart som beskrevs av Frederick Manson Bailey, F. Müll. Denhamia viridissima ingår i släktet Denhamia och familjen Celastraceae. Inga underarter finns listade.